# Mathias Chago
Mathias Dellgoue Chago de Confiance (Bakou, 6 marzo 1983) è un ex calciatore camerunese con passaporto croato, centrocampista.

## Carriera

### Club
Dopo aver giocato con varie squadre di club, nel 2005 si trasferisce alla Dinamo Zagabria, squadra in cui milita tuttora.

### Nazionale
Ha preso parte nel 2009 ad una partita con la Nazionale camerunese.

## Palmarès

### Club

#### Competizioni nazionali
- Campionato croato: 7

Dinamo Zagabria: 2005-2006, 2006-2007, 2007-2008, 2008-2009, 2009-2010, 2010-2011, 2011-2012
- Coppa di Croazia: 5

Dinamo Zagabria: 2006-2007, 2007-2008, 2008-2009, 2010-2011 2011-2012
- Supercoppa di Croazia: 2

Dinamo Zagabria: 2006, 2011